# Studium Generale i Lund

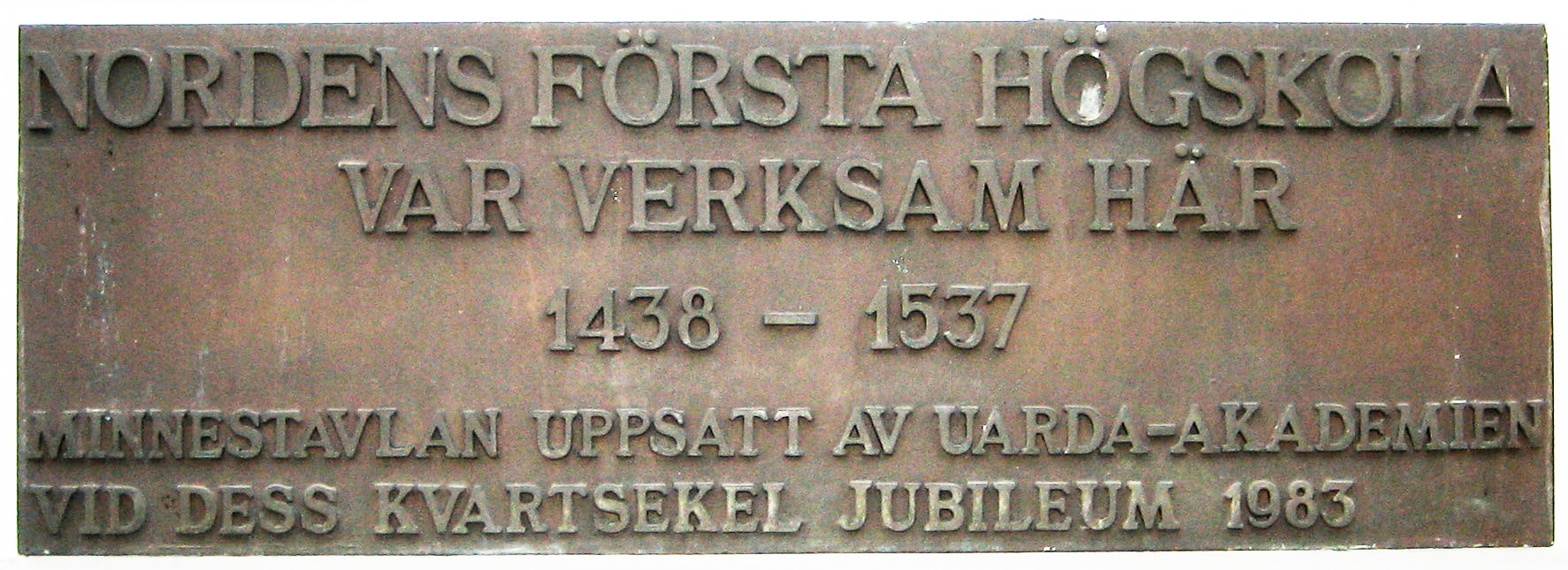
En skylt på Klostergatan i Lund, vid platsen för Gråbrödraklostret, påminner om var Nordens första högskola låg.

Studium Generale i Lund, Akademien i Lund, var Danmarks och Nordens första högskola. Studium Generale är en samtida beteckning på några av de äldsta europeiska universiteten.
Studium Generale i Lund inrättades vid Gråbrödraklostret i Lund år 1432. Först år 1438 kunde det dock efter av ordens generalkapitel vunnen sanktion börja sin verksamhet. Exakt hur länge denna fortsatte är inte känt, men troligen ägde den bestånd fram till den danska reformationen 1536 varefter gråbröderna drevs bort och klostret revs. Vid skolan kunde man avlägga den dåvarande lägsta akademiska graden, baccalaureus, ungefärligen motsvarande senare tiders kandidatexamen.
Den bevarade dokumentationen av verksamheten vid Lunds studium generale är ringa och utgörs i princip av skolans bevarade sigill (vilket avbildar en föreläsare i en kateder med ett antal studenter framför sig) och ett mindre antal handskrifter, vilka numera ingår i Lunds universitetsbiblioteks bestånd.